# Vegrandisita
La vegrandisita és un mineral de la classe dels halurs.

## Característiques
La vegrandisita és un halur de fórmula química BaCl₂. Va ser aprovada com a espècie vàlida per l'Associació Mineralògica Internacional en el mes de juliol de l'any 2024, i encara resta pendent de publicació. Cristal·litza en el sistema ortoròmbic.
L'exemplar que va servir per a determinar l'espècie, el que es coneix com a material tipus, es troba conservat a les col·leccions del Museu Mineralògic de la Universitat Comenius de Bratislava (Eslovàquia), amb el número de catàleg 7400.

## Formació i jaciments
Va ser descoberta en un filó de quars al dipòsit de Biely Vrch, a l'estratovolcà Javorie, situat a 3,5 km al sud-est de la ciutat de Detva, dins el districte de Detva (regió de Banská Bystrica, Eslovàquia). Aquest indret és l'únic de tot el planeta on ha estat descrita aquesta espècie mineral.